# 薩爾米納斯度假村 (加利福尼亞州)
薩爾米納斯度假村（英語：Salminas Resort）是位於美國加利福尼亞州萊克縣的一個非建制地區。該地的面積和人口皆未知。

## 地理
薩爾米納斯度假村的座標為38°52′33″N 123°03′43″W / 38.87583°N 123.06194°W，而該地的平均海拔高度為793米（即2602英尺）。